# Privolnoye
Privolnoye (ryska: Privol’noye) är en ort i Azerbajdzjan.   Den ligger i distriktet Cəlilabad Rayonu, i den sydöstra delen av landet, 180 km sydväst om huvudstaden Baku. Privolnoye ligger 42 meter över havet och antalet invånare är 4 268.
Terrängen runt Privolnoye är lite kuperad. Runt Privolnoye är det ganska tätbefolkat, med 160 invånare per kvadratkilometer.. Närmaste större samhälle är Prishibinskoye, 5,1 km öster om Privolnoye.
Trakten runt Privolnoye består till största delen av jordbruksmark.